# The Platinum Collection (Blue)
The Platinum Collection è il terzo greatest hits del gruppo musicale inglese Blue, pubblicato nel 2006 e composto da tre CD.

## Tracce
- CD 1

1. Back Some Day
2. Make It Happen
3. Girl I'll Never Understand
4. Long Time
5. Made For Loving You
6. Elements
7. The Gift
8. Flexin'
9. Ain't Got You
10. Stand Up
11. Taste It
12. When Summer's Gone
13. Alive
14. Walk Away
15. How's A Man Supposed To Change?
16. No Goodbyes

- CD 2

1. All Rise
2. Too Close
3. If You Come Back
4. Fly By Ii
5. One Love
6. Sorry Seems To Be The Hardest Word
7. U Make Me Wanna
8. Guilty
9. Breathe Easy
10. Bubblin'
11. Curtain Falls
12. Get Down On It
13. Love At First Sight
14. Best In Me
15. Only Words I Know

- CD 3

1. Back To You (Live)
2. Fly By (Live)
3. Guilty (Live)
4. Sorry Seems To Be The Hardest Word (Live)
5. Rock The Night (Live)
6. Bubblin' (Live)
7. If You Come Back (Live)
8. Breathe Easy (Live)
9. Alive (Live)
10. Jackson Medley (Live)
11. U Make Me Wanna (Live)
12. When Summer's Gone (Live)
13. Taste It (Live)
14. All Rise (Live)
15. Too Close (Live)
16. One Love (Live)